# Жабино (Вологодская область)
Жабино — деревня в Шекснинском районе Вологодской области.
Входит в состав сельского поселения Сиземского (с 1 января 2006 года по 8 апреля 2009 года входила в Еремеевское сельское поселение), с точки зрения административно-территориального деления — в Еремеевский сельсовет.
Расстояние до районного центра Шексны по автодороге — 29 км, до центра муниципального образования Чаромского по прямой — 7 км. Ближайшие населённые пункты — Ивашево, Васьково, Борисово.
По переписи 2002 года население — 36 человек (16 мужчин, 20 женщин). Преобладающая национальность — русские (94 %).